# Ulrich Schiefer (Soziologe)
Ulrich Schiefer (* 10. September 1952 in Lauffen am Neckar) ist ein deutscher Agrar- und Entwicklungssoziologe. Seine Hauptinteressen sind Entwicklungspolitik und internationale Entwicklungszusammenarbeit, vor allem ihre Auswirkungen auf Gesellschaften des subsaharischen Afrika.

## Werdegang
Ulrich Schiefer studierte ab 1971 an der Westfälischen Wilhelms-Universität in Münster Soziologie bei Christian Sigrist und Song Du-yul, Völkerkunde bei Rüdiger Schott und Ulrich Köhler, Sinologie bei Ulrich Unger  sowie Publizistik. Nach seinem Magister in Soziologie (1977) über Agrargenossenschaften in der Volksrepublik China arbeitete er als Freiwilliger der Vereinten Nationen in der Stadt- und Regionalplanung in Guinea-Bissau. Nach seiner Rückkehr untersuchte er für seine Promotion (1984) die Herausbildung kolonialer Handels- und Verwaltungsstrukturen und ihre Überführung in die nachkoloniale Periode in Guinea-Bissau.
Im Jahr 2000 habilitierte er in Münster über „Dissipative Ökonomie und Entwicklungszusammenarbeit und den Zusammenbruch afrikanischer Agrargesellschaften am Beispiel Guinea-Bissaus“. 2013 habilitierte er in Portugal ein weiteres Mal in Soziologie am ISCTE – University Institute of Lisbon.
Ab 1986 leitete er als Forschungsassistent des Instituts für Soziologie der Universität Münster die Feldforschungen des von Christian Sigrist koordinierten und von der Volkswagenstiftung geförderten Projektes „Agrargesellschaften und ländliche Entwicklungspolitik in Guinea-Bissau“. Daran schloss sich der Aufbau eines nationalen Forschungszentrum an. Grundlagenforschung zu den Veränderungen von kriegstraumatisierten Agrargesellschaften und nachkolonialen Entwicklungsmodellen sowie Auftragsforschung für Entwicklungsagenturen bildeten den Ausgangspunkt für neue theoretische und methodische Ansätze der Entwicklungspolitik. Er beriet mehrere internationale Organisationen vor allem in den Bereichen Regionalentwicklung, Planung und Evaluation, Organisations- und Netzwerkentwicklung. Er führte Feldforschungen in Guinea-Bissau, Mosambik, Kap Verde und Angola durch und unterstützte die Einführung der von ihm entwickelten Planungs- und Evaluationmethodik in den Nachfolgestaaten der ehemaligen Sowjetunion sowie in Portugal.
Schwerpunkte seiner akademischen Lehrtätigkeit sind Entwicklungs- und humanitäre Interventionen und ihre Auswirkungen auf die Desintegration afrikanischer Gesellschaften sowie Organisationsentwicklung. Von 2002 bis 2013 war er Privatdozent am Institut für Soziologie der Universität Münster und 2014 Gastprofessor an der Universität Graz. Seit 1993 ist er Professor am ISCTE(-IUL) in Lissabon mit den Schwerpunkten Afrikastudien und Organisationsentwicklung. Von 2011 bis 2016 leitete er den Masterkurs in Afrikastudien sowie den Postgraduiertenkurs in Organisationsentwicklung im öffentlichen Dienst. Seit 2016 ist er Direktor des Doktorkurses in Afrikastudien.

## Wissenschaftliche Leistungen

### Feldforschung in Afrika
Als letzte Länder Afrikas erreichten die portugiesischen Kolonien nach einem zehnjährigen Unabhängigkeitskrieg, der erst durch die Nelkenrevolution in Portugal 1974 beendet wurde, ihre staatliche Selbständigkeit. In der Auseinandersetzung der rivalisierenden Großmächte im Kalten Krieg um ihre Interessensphären in Afrika spielte neben der Militärhilfe die Entwicklungshilfe eine wichtige Rolle. Der Zustrom von internationaler Entwicklungshilfe vor allem nach Kap Verde und Guinea-Bissau eröffnete auch Möglichkeiten für die sozialwissenschaftliche Erforschung dieser Gesellschaften durch internationale Wissenschaftler. Die gewaltsame Entkolonialisierung führte in Angola und Mosambik zu langandauernden Bürgerkriegen und 1998 in Guinea-Bissau zu einem Staatsstreich, dem ein einjähriger Bürgerkrieg folgte.
Ulrich Schiefer leitete verschiedene interdisziplinäre Forschungsprojekte unter anderem über das Entwicklungspotential teilweise durch Krieg schwer traumatisierter afrikanischer Agrargesellschaften und die Entwicklungsstrategien nachkolonialer Staaten in Westafrika, vor allem in Guinea-Bissau.
Die Entstehung kolonialstaatlicher Handels- und Verwaltungstrukturen und ihre Fortdauer nach der Unabhängigkeit bildeten den Hintergrund für die Kontinuität der kolonialen Counter-Insurgency Strategie in der Entwicklungsplanung des postkolonialen Staates.
In diversen Einzeluntersuchungen unter anderem zu Erntesicherung, zur Entwicklung von Industrie und Handwerk, zum Transportwesen, zu Agrarkooperativen, zur Entwicklungszusammenarbeit der portugiesischen Zivilgesellschaft  und zu den Auswirkungen von Strukturanpassungsmaßnahmen auf die Lage afrikanischer Familien, wies er das Scheitern extern induzierter Entwicklungsstrategien in afrikanischen Agrargesellschaften nach. Seine fundamentale Kritik der Entwicklungszusammenarbeit konstatiert einen direkten Zusammenhang zwischen den Entwicklungsstrategien – einschließlich ihrer operativen Umsetzung über den Projektansatz – und dem Zusammenbruch afrikanischer Gesellschaften.

### Dissipative Ökonomie
Die Entwicklungsstrategien der letzten Dekaden haben nicht zu den gewünschten Erfolgen geführt. Stattdessen befinden sich zahlreiche Staaten im subsaharischen Afrika in einem fortschreitenden Prozess der gesellschaftlichen Auflösung. Schiefer will mit seiner vorwiegend entwicklungssoziologischen Arbeit zu einer Theorie des gesellschaftlichen Zusammenbruchs beitragen. Er fragt, inwieweit die internationale Entwicklungshilfe für die Destabilisierung und den Zusammenbruch postkolonialer Staaten und Gesellschaften verantwortlich ist. Auf der Grundlage seiner etwa fünfzehnjährigen Forschung analysiert er diesen Zusammenhang am Beispiel Guinea-Bissaus. Er zeichnet die gesellschaftspolitischen Entwicklungen nach, untersucht die Auswirkungen der Entwicklungshilfe insbesondere auf die Agrargesellschaften.
Angesichts des offensichtlichen Versagens sowohl der Theorie als auch der Praxis der Entwicklungszusammenarbeit entwickelt Schiefer angelehnt an die Wortwahl und inspiriert von den Arbeiten Ilya Prigogines den Begriff der „Dissipativen Ökonomie“.
In den siebziger Jahren erforschte der Chemiker Ilya Prigogine die Theorie der Nichtgleichsgewichtsthermodynamik. Fast alle Gesetze der klassischen Physik bezogen sich auf geschlossene Gleichgewichtssysteme, die in der Realität praktisch nicht vorkommen. Er studierte offene Systeme, die ständig Energie oder auch Materie mit ihrer Umgebung austauschen, sich also nicht im thermodynamischen Gleichgewicht befinden. Bei offenen Systemen können sich spontan Strukturen bilden. Ihre Existenz hängt entscheidend von den Systemparametern ab. Bereits kleine Variationen können die Ordnung zerstören und das System geht über in eine chaotische Phase. Prigogine schuf dafür den Begriff Dissipative Struktur. Inzwischen haben viele Wissenschaftler bestätigt, dass dieses Modell auf jedes offene System anwendbar ist. 1977 erhielt er den Nobelpreis in Chemie für seinen Beitrag zur Theorie der gleichgewichtsfernen irreversiblen dissipativen Strukturen.
Schiefers Dissipative Ökonomie überträgt diese Sichtweise auf die Entwicklungszusammenarbeit und die humanitäre Hilfe. Damit liefert er einen Erklärungsansatz für die Entstehung und das Fortdauern nahezu gleichartiger Organisationslandschaften in vielen, oft sehr unterschiedlichen, sogenannten Entwicklungsländern.
Die Entwicklungsagenturen erscheinen so als dissipative Strukturen, von den großen internationalen und einzelstaatlichen Organisationen bis hin zu den kleinen Nichtregierungsorganisationen. Diese funktionieren, indem sie für einen regelmäßigen Zufluss an Entwicklungshilfe sorgen. Die Finanzierung der internen Akteure wird durch einen externen Mittelzufluss garantiert. Ihren Mittelabfluss stellen sie durch Projektfinanzierung und ähnliches sicher. Diese Mittel fließen in ein vor allem in den Städten konzentriertes, nationales Wirtschaftssystem. Dort werden diese dann größtenteils unproduktiv vernichtet. Diesen in seiner Gesamtheit von einem externen Input abhängigen Wirtschaftssektor bezeichnet Schiefer als dissipative Ökonomie.
Akribische Untersuchungen zeigen die destruktiven und oft irreversiblen Auswirkungen der meist auf Technologietransfer beruhenden internationalen Entwicklungspolitik auf Agrargesellschaften. Folgeerscheinungen wie Produktivitätsrückgang, Ernährungskrisen, rapide Urbanisierung, politische Instabilität, Zwangsmigrationen und gewaltsame Konflikte bilden den Hintergrund für das nachkoloniale Staatsversagen und den gesellschaftlichen Zerfall im subsaharischen Afrika.
Dieser Ansatz leistet einen Beitrag zur Theoriedebatte über den Zusammenbruch von Gesellschaften. Er beschreibt die Interaktionen zwischen den Entwicklungsagenturen und den jeweiligen nationalen Eliten und deren Verbindung zu der internen Dynamik afrikanischer Gesellschaften.
Zusammen mit Marina Padrão Temudo führte er den Begriff der Resilienz in die Debatte über die Desintegration und Zerstörung afrikanischer Agrargesellschaften ein. Sie untersuchten deren Belastbarkeit in Krisenzeiten, insbesondere ihre Fähigkeiten, über längere Zeiträume Kriegsflüchtlinge aufzunehmen. Damit zeigten sie eine Alternative zur Einrichtung von Flüchtlingslagern auf, die häufig Brutstätten weiterer Gewalt und gesellschaftlicher Zerstörung sind.
Seit 2008 leitet er zusammen mit Ana Larcher Carvalho Forschungen über den Zusammenhang zwischen Entwicklungspolitik, Migration und Ernährungssicherung. 2015 begann er über die Kommunikation in und mit afrikanischen Agrargesellschaften zu forschen.

### Integrierte Planung und Evaluation von Projekten (MAPA)
Schiefer entwickelte ein integriertes Planungs- und Evaluationssystem für Entwicklungs- und Sozialinterventionsprojekte, „MAPA“ (Method for Applied Planning and Assessment). MAPA wurde in vier Sprachen veröffentlicht und wird in vielen Ländern angewendet. Dieses auf einem partizipativen Ansatz aufgebaute System ermöglicht die operative Integration von Evaluation und Planung und stellt eine Antwort auf das von Schiefer kritisierte Project Cycle Management dar.

## Schriften (Auswahl)
- Integrated Evaluation of Change. A new perspective for planning and evaluation in multiple intervention environments. Periploi, Lisboa 2008, ISBN 978-989-8079-06-0.
- mit anderen: Facilitação – Gestão de Processos Participativos. Principia, Cascais 2006, ISBN 972-8818-65-3.
- mit anderen: MAPA – Manual de Planeamento e Avaliação de Projectos. Principia, Cascais 2006, ISBN 972-8818-58-0.
- Von allen guten Geistern verlassen? Guinea Bissau: Entwicklungspolitik und der Zusammenbruch afrikanischer Gesellschaften. IAK, Hamburg 2002, ISBN 3-928049-83-6.
- mit Reinald Döbel: ПРОЕКТ МППА, Практическое руководство по Комплексному Проекту Планирования и Оценки, Авторы: Ульрих Шифер, Раиналд Дёбель, При содействии Лючинии Бал, еревод Татьяны Терещенко.2002.
- mit Reinald Döbel: Projekti MAPA Udhezues praktik per planifikimin dhe vleresimin e integruar te projektit. KES/FKSHC, Prishtine 2001, ISBN 963-7316-97-3.
- mit Reinald Döbel: MAPA – Project. A Practical Guide to Integrated Project Planning and Evaluation. OSI-IEP Publications, Budapest 2001, ISBN 963-7316-96-5.
- mit anderen: A Cooperação da Sociedade Civil Portuguesa na Área da Solidariedade Social, CEA-ISCTE + Ministério de Solidariedade e Segurança Social (2 vols.). Lisboa, 179 + 218 p.
- mit Olavo Borges de Oliveira und Philip J. Havik: Armazenamento tradicional na Guiné-Bissau. Produtos, sementes e celeiros utilizados pelas etnias na Guiné-Bissau: Fascículo 1, Beafada; Fascículo 2, Mandinga; Fascículo 3, Nalú; Fascículo 4, Balante; Fascículo 5, Fula de Quebo. Bissau – Lisboa – IFS, Münster 1996. [Food Security and Compound Storage in Guinea-Bissau].  ISSN 0939-284X
- Guiné-Bissau zwischen Weltwirtschaft und Subsistenz – Transatlantisch orientierte Strukturen an der oberen Guinéküste. ISSA, Bonn 1986, ISBN 3-921614-56-2